# Manuel Andrada

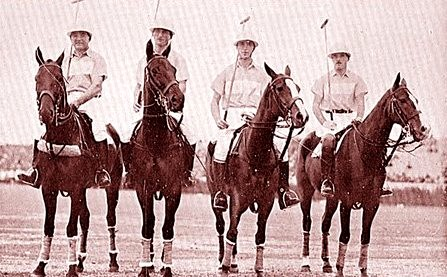
Argentinisches Poloteam bei den Olympischen Spielen 1936: Manuel Andrada, Andrés Gazzotti, Roberto Cavanagh und Luis Duggan (v. l. n. r.)

Manuel Andrada (* 9. Januar 1890 in Coronel Suárez; † 21. September 1962 in Washington) war ein argentinischer Polospieler, der an den Olympischen Spielen 1936 teilnahm. Er war Mitglied der argentinischen Polomannschaft und gewann mit dieser die Goldmedaille. Er nahm an beiden Spielen des Turniers teil, zuerst gegen die Mannschaft von Mexiko, dann am Finale gegen Großbritannien, das das argentinische Team 11-0 gewann. 1931 gehörte er zu dem Sieger-Team der US Open Polo Championship.
In Argentinien gewann er sechsmal in verschiedenen Teams die Argentine Open, nämlich 1930, 1931, 1933, 1935, 1938 und 1939. Er war damit der erfolgreichste argentinische Polospieler des Jahrzehnts.